# Eagle One: Harrier Attack
Eagle One: Harrier Attack — компьютерная игра в жанре авиасимулятора с элементами аркадного шутера для PlayStation, разработанная Glass Ghost и изданная Infogrames. Игрок управляет пилотом морской пехоты США, противостоящим террористической организации «Армия Нового Тысячелетия», захватившей Гавайские острова. Основным летательным аппаратом выступает штурмовик AV-8B Harrier, хотя доступны и другие воздушные суда: вертолёт UH-1 Huey, штурмовик A-10 Thunderbolt II и истребитель F-16 Fighting Falcon.
Игровой процесс сочетает авиасимуляцию и экшен, фокусируясь на выполнении боевых заданий на малых высотах (до 30 метров) над Гавайским архипелагом. Игра включает одиночную кампанию из 25 миссий, кооперативный и соревновательный режимы для двух игроков, а также тренировочный режим. Критики отметили баланс между реализмом и аркадным действием, указав на привлекательность для любителей динамичных шутеров, но недостаточную глубину для фанатов авиасимуляторов.

## Сюжет
Террористическая группировка, именующая себя «Армией Нового Тысячелетия», завладела советскими военными технологиями и объявила войну Соединённым Штатам Америки, заявив о своей цели «освободить мир от хватки американской военной машины». Группировка атаковала Гавайские острова с помощью электромагнитного импульсного оружия, выведя из строя все электрические устройства на архипелаге. После этого террористы переместили оружие на советский авианосец с намерением продолжить атаки. В ответ на это командование США направляет пилота Корпуса морской пехоты на истребителе AV-8B Harrier с задачей освободить все пять островов Гавайского архипелага.

## Игровой процесс
Игрок выступает в роли бойца Корпуса морской пехоты США, управляющего самолётом вертикального взлёта и посадки AV-8B Harrier, а также пятью другими летательными аппаратами, среди которых вертолёт UH-1 Huey, штурмовик A-10 Thunderbolt II и многоцелевой истребитель F-16 Fighting Falcon. Основную часть одиночной кампании (около 80 %) игрок проводит за штурвалом Harrier. Цель игры заключается в выполнении различных боевых задач, включая спасение катапультировавшихся пилотов и уничтожение террористических баз. Игра предлагает четыре режима: одиночный, кооперативный для двух игроков, соревновательный для двух игроков и тренировочный, позволяющий освоить управление летательными аппаратами. Действие 25 миссий одиночной кампании разворачивается на Гавайских островах, где часто требуется совершать полёты на сверхмалых высотах — до 30 метров. Кооперативный режим включает пять миссий.

## Рецензии
| Сводный рейтинг    | Сводный рейтинг |
| Агрегатор          | Оценка          |
| ------------------ | --------------- |
| GameRankings       | 70%             |
| Иноязычные издания |                 |
| Издание            | Оценка          |
| AllGame            | [ 5 ]           |
| EGM                | 4/10            |
| GameFan            | 60%             |
| GameSpot           | 4.9/10          |
| IGN                | 6.5/10          |
| Jeuxvideo.com      | 16/20           |
| Next Generation    | [ 9 ]           |
| OPM                | [ 10 ]          |

Игра получила «средние» оценки согласно данным агрегатора рецензий GameRankings. Рик Санчес из издания Next Generation охарактеризовал её как «хорошо сбалансированный экшен, который не даст вам оторваться от геймпада, даже если вы не поклонник авиасимуляторов». Однако обозреватель GamePro отметил: «Эта игра балансирует между псевдореализмом и экшеном, что может удовлетворить любителей аркадных шутеров, но ветераны авиасимуляторов будут разочарованы недостаточной глубиной Eagle One».